# Partição de Bengala (1947)

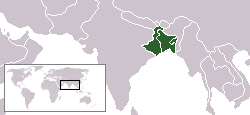
Divisão de Bengala Oriental e Ocidental.

Partição de Bengala de 1947 ou Segunda Partição de Bengala, foi um processo ocorrido em 1947, sob a Partição da Índia. Foi uma divisão territorial de caráter religioso que dividiu Bengala em duas entidades: Bengala Ocidental, predominantemente hindu, pertencente à Índia e Bengala Oriental, de maioria muçulmana, tornou-se uma província do Paquistão. 
Em 20 de junho de 1947, a Assembleia Legislativa de Bengala reuniu-se para decidir o futuro da Presidência de Bengala, sobre se haveria uma Bengala Unida na Índia ou no Paquistão; ou se seria dividida em Bengala Oriental e Ocidental. Na sessão preliminar conjunta, a assembleia decidiu por 120 votos a 90 que deveria permanecer unida caso esta se juntasse à nova Assembleia Constituinte do Paquistão. Mais tarde, uma reunião separada dos legisladores de Bengala Ocidental decidiu-se por 58 votos a 21 que a província deveria ser dividida e que Bengala Ocidental deveria se juntar à então Assembleia Constituinte da Índia. Em outra reunião separada dos legisladores de Bengala Oriental, foi decidido por 106 votos a 35 que essa província não deveria ser dividida e 107 votos a 34 que Bengala Oriental deveria se juntar ao Paquistão em caso de partição. 
A partição, com o poder transferido para o Paquistão e a Índia entre 14-15 de agosto de 1947, foi feito de acordo com o que veio a ser conhecido como o "Plano de 3 de junho" ou "Plano Mountbatten". A independência da Índia em 15 de agosto de 1947 terminou mais de 150 anos de influência britânica no subcontinente indiano.
Em 1955, Bengala Oriental foi rebatizado de Paquistão Oriental, e se tornaria independente mais tarde dando origem a Bangladesh após a Guerra de Independência de Bangladesh em 1971. 

## Ver Também
- Partição de Bengala (1905)
- Corredor de Siliguri